# Farnabazo II

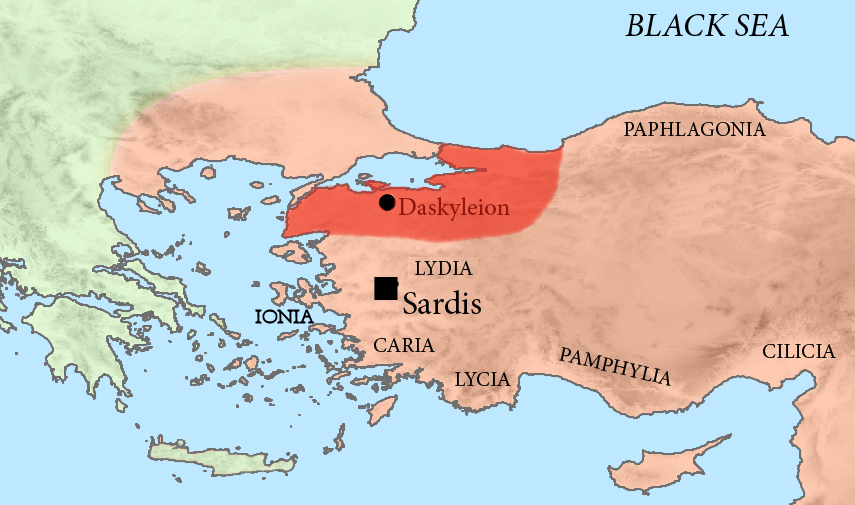
Farnabazo foi sátrapa da Frígia.

Farnabazo II foi um Sátrapa governante da Frígia entre 413 a.C. e 387 a.C.. Casou-se com uma filha de Artaxerxes II. A maior parte das fontes que o citam, mencionam episódios em que lidou com os gregos.

## Biografia
Farnabazo foi ordenado por Dario II a recolher impostos das cidades gregas localizadas na Jônia, mas encontrou dificuldades por conta de interferência de Atenas Antiga. No contexto da Guerra do Peloponeso, aliou-se aos espartanos e os apoiou. Também atribui-se a ele o assassinato de Alcibíades.
Após a guerra do Peloponeso, confrontou forças gregas na Ásia tanto no episódio dos Dez mil (Anábase) quanto contra o exército espartano comandado por Agesilau II, realizando um acordo com esse último para que se retirassem de seu território. Persas estimularam a eclosão da Guerra de Corinto e nela Farnabazo lutou contra Esparta, chegando a estimular movimentos pró-democracia/pró-Atenas em cidades asiáticas até então sob influência espartana. Posteriormente, atacou territórios na Lacônia e contribuiu com recursos financeiros para Tebas (Grécia) construir uma frota e Atenas reconstruir suas grandes muralhas. Em todos esses episódios, foi influenciado por Conão (almirante).
Era rival do sátrapa da Lídia e Cária Tissafernes, também envolvido nos episódiosde conflito contra os gregos. Por fim, conseguiu sua execução a mando de Artaxerxes II - muito por conta do apoio que recebeu de Parisátide.
Também comandou uma expedição fracassada para reprimir revoltas no Antigo Egito.